# Arnaud Prétot
Arnaud Prétot (Besançon, 16 agosto 1971) è un ex ciclista su strada francese.
Professionista dal 1995 al 2002, ha preso parte a due Tour de France, arrivando secondo in una tappa dell'edizione 2001 ad Anversa, dietro a Marc Wauters.

## Palmarès

### Strada
- 1994 (Dilettanti, una vittoria)

Troyes-Dijon
- 1995 (Gan, una vittoria)

1ª tappa Tour du Poitou-Charentes (Lusignan > Cognac)
- 1996 (Gan, una vittoria)

1ª tappa Tour du Poitou-Charentes (Couhé > Angoulême)

#### Altri successi
- 1994 (Dilettanti)

Colmar-Strasbourg
- 1995 (Gan)

Campionati francesi, Cronosquadre (con Nicolas Aubier, Pascal Deramé e Cédric Vasseur)
- 2000 (Cofidis)

4ª tappa Étoile de Bessèges (Les Fumades, cronosquadre)

## Piazzamenti

### Grandi Giri
- Tour de France

1997: 105º
2001: ritirato (7ª tappa)
- Vuelta a España

1995: 81º
1998: ritirato (4ª tappa)

### Classiche monumento
- Milano-Sanremo

1999: 143º
- Giro delle Fiandre

1999: 69º
2000: ritirato
- Parigi-Roubaix

1998: ritirato
1999: ritirato
2001: ritirato
2002: ritirato
- Liegi-Bastogne-Liegi

2000: ritirato
2001: ritirato

### Competizioni mondiali
- Campionati del mondo

Palermo 1994 - In linea Dilettanti: 36º